# Aston Martin DBS GT Zagato
La DBS GT Zagato est une automobile de Grand Tourisme produite par le constructeur automobile britannique Aston Martin fin 2020, et limitée à 19 exemplaires. Elle est un hommage à la DB4 GT Zagato de 1960. La DBS GT Zagato célèbre les 100 ans du carrossier italien Zagato et les 60 ans de la collaboration du constructeur avec le carrossier italien.

## Présentation
Elle est commercialisée au tarif de 6,75 millions d’euros hors taxes, comprenant la livraison d'une Aston Martin DBS GT Zagato et d'une Aston Martin DB4 GT Zagato Continuation, qui est une réédition de la DB4 GT Zagato de 1960, produite elle aussi à 19 exemplaires ! Ces véhicules font partie de la DBZ Centenary Collection.

## Caractéristiques techniques
La DBS GT Zagato est une DBS Superleggera recarrossée dont elle reprend la plateforme technique, elle-même développée sur la base de la DB11. Les designers de Zagato ont redessiné la ligne de la Superleggera pour la rendre plus élancée, le toit reçoit un double bossage caractéristique des modèles Zagato, et les entrées d'air latérales sur les ailes avant ont disparu.

### Motorisation
Le coupé conserve le moteur V12 5,2 litres bi-turbo de la Superleggera mais poussé à 760 ch, pour un couple de 900 N m.
|                                | DBS GT Zagato                  |
| ------------------------------ | ------------------------------ |
| Moteur                         | V12                            |
| Admission                      | Bi-turbo                       |
| Cylindrée (cm3)                | 5 204                          |
| Puissance maximale ch (kW)     | 760 (559)                      |
| au régime de (tr/min)          | 6 500                          |
| Couple maximal (N m)           | 900                            |
| au régime de (tr/min)          | 1 800 à 5 000                  |
| Boîte de vitesses              | Automatique ZF à 8 rapports    |
| Transmission                   | Aux roues arrière (propulsion) |
| Vitesse maximale (en km/h)     |                                |
| 0-100 km/h (en s)              |                                |
| Consommation (en L/100 km)     |                                |
| Émissions de CO2 (en g/km)     |                                |
| Masse à vide (kg)              |                                |
| Capacité du réservoir (litres) |                                |
| Norme environnementale         | Euro 6                         |